# 에트니스
에트니스(영어: etnies)는 미국의 신발 회사로, 솔 테크널러지가 소유하고 있다.